# 美國狼人在倫敦
《美國狼人在倫敦》（英語：An American Werewolf in London）是一部1981年的喜劇恐怖電影，由約翰·蘭迪斯編劇和導演。該片由英國和美國聯合製作，由大衛·諾頓、珍妮·艾格特、格里芬·鄧恩和約翰·伍德藤主演。片名取自《一個美國人在巴黎》（An American in Paris）和《伦敦狼人》。劇情講述了兩名美國背包客戴维和傑克在英國旅行時遭到狼人襲擊，導致戴维在下一個满月下變成了狼人的故事。
蘭迪斯於1969年為這部電影寫出了劇本初稿，將其擱置了十多年。投资人認為，蘭迪斯的劇本太恐怖，不適合拍喜劇片；又太幽默，不適合拍恐怖片。憑藉喜劇《大銀幕小電影》《動物屋》和《福祿雙霸天》在好萊塢取得成功後，蘭迪斯獲得了寶麗金影業的融資，这才製作了《美國狼人在倫敦》。
《美國狼人在倫敦》於1981年8月21日由环球影业在美國上映。該片獲得了評論界和商業上的成功，贏得了1981年土星獎最佳恐怖片獎和首屆奧斯卡最佳化妝獎。自发行以后，本片已成為邪典电影。續集《變種人》於1997年由好莱坞影片發行，上映後收到的評論大多是負面的。

## 剧情
來自紐約市的兩名美國背包客戴维·凱斯勒和傑克·古德曼正在約克郡的荒原上徒步旅行。夜幕降臨，他們在當地一家酒吧“宰殺羔羊”停下來。傑克注意到一顆五角星在酒吧的牆上，當他詢問此事時，酒吧里的人變得充滿敵意，他和戴维便離開了。常去酒吧的人警告他們要繼續沿着道路走下去，遠離荒原，並小心滿月。戴维和傑克走离道路來到荒原，遭到邪惡生物的襲擊。傑克被打死，戴维受傷。酒吧女招待懇求客人幫助這兩個年輕人，于是众人持枪赶来将怪物射杀。不过，戴维在昏倒之前看到的并不是一只死去的動物，而是躺在他旁邊的一具裸體男人的屍體。
三週後，戴维在伦敦一家醫院醒來。維利爾斯警官對他進行了審問，維利爾斯警官告訴他，他和傑克遭到了一名逃出收容所的疯子的襲擊。戴维堅稱他們是被某種瘋狗或狼襲擊的。这时，未死的傑克出現在戴维面前，並解釋說他們遭到了狼人的襲擊。由于戴维被咬，他現在也是狼人了。傑克受到詛咒要在地獄中跋涉，既不死也不活，直到狼的血統被切斷。傑克敦促戴维在下一個滿月之前自殺，以防止他給其他人帶來同樣的命運。
赫希医生前往“宰殺羔羊”進行調查。當被問及這起事件時，酒吧常客否認對戴维、傑克或襲擊事件有任何了解。一位心煩意亂的常客在酒吧外與赫希医生交談，並表示戴维不應該被帶離村莊，因為他變身後會危及其他人。
出院後，戴维搬進了亚历克丝·普赖斯在倫敦的公寓，亚历克丝·普赖斯是一位年輕漂亮的護士，在治療他的過程中逐漸喜歡上了他。他們發生了性關係，亚历克丝告訴戴维，她擔心他的精神狀態。此时傑克已處於更嚴重的腐爛階段，再次現身警告戴维他第二天晚上就會變成狼人。傑克再次建議戴维自殺，以免殺害無辜，但戴维不相信他。當滿月升起時，戴维變成狼人，在街道和伦敦地铁上徘徊，殺死了六个人。第二天早上，他在伦敦动物园狼舍的地板上赤身裸體醒來，不記得發生了什麼，然後回到亚历克丝的公寓。
在意識到自己對前一天晚上的謀殺案負有責任後，戴维来到特拉法加廣場想让自己被警察逮捕，但沒有成功。他在皮卡迪利圓環的電話亭給家人打電話說他愛他們，但他又没有用小刀割開手腕的勇氣。戴维在一家成人电影院外看到傑克正處於更嚴重的衰變階段。在裡面，傑克向前一天晚上的受害者介紹了戴维，其中一些人對戴维感到憤怒，並提出了不同的自殺方法來使他們擺脫不死狀態。
戴维在電影院裡再次變身為狼人。他砍下了維利爾斯的頭，並在街道上造成嚴重破壞，導致數名駕車者和旁觀者死亡。警察最終將戴维包圍並困在一條小巷裡。亚历克丝沿著小巷跑去，想要告訴戴维她愛他來安撫他。戴维的意識似乎暫時認出了她，但他还是向前猛衝，最后被警察開槍打死，恢復了人類形態。亚历克丝在戴维的屍體前哭泣，詛咒大概結束了。